# Cortanze
Cortanze, (Cortanse en piemontès) és un municipi situat al territori de la província d'Asti, a la regió del Piemont (Itàlia).
Limita amb els municipis de Cunico, Montechiaro d'Asti, Piea, Soglio i Viale.
Pertanyen al municipi les frazioni de Roera i San Rocco.

## Galeria fotogràfica

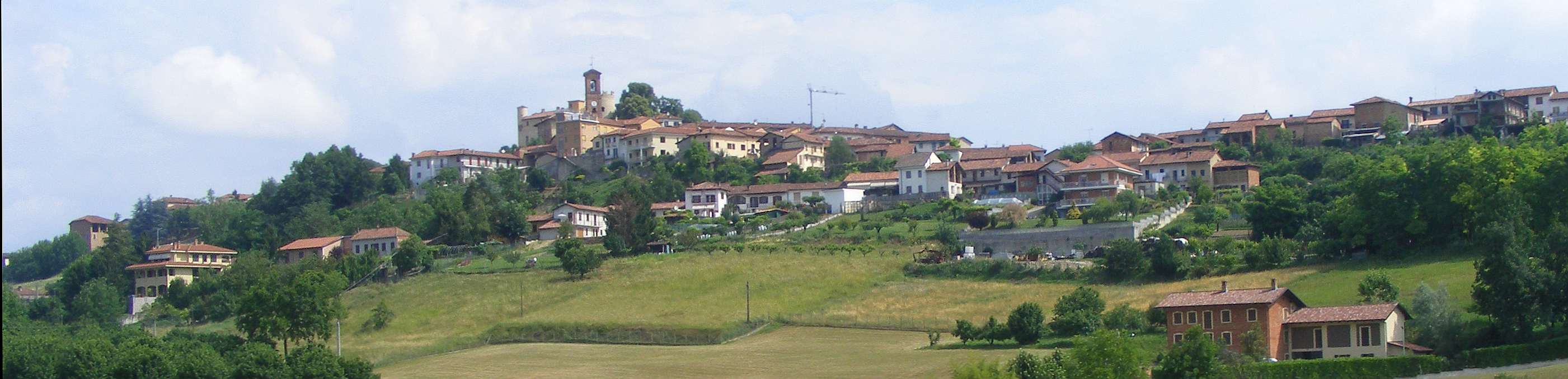
Vista del poble